# Vizir ayyubidi d'Egitto
I Vizir ayyubidi d'Egitto fanno riferimento al breve periodo in cui era ancora nominalmente in vita l'ormai declinante Imamato fatimide.

## Storia
Prima ancora che morisse l'ultimo Imām fatimide, al-ʿĀḍid li-dīn Allāh, l'Egitto fu costretto ad accettare la guida amministrativa, politica e militare di Shirkuh e Saladino, che agivano alle strette dipendenze del Sultano zengide Norandino.
Impadronendosi del Palazzo fatimide alla morte del suo ultimo Imam, Saladino eliminò ufficialmente l'Imamato ismailita, restaurando al vertice della struttura di potere l'Islam sunnita. Riconobbe la teorica suprema autorità del Califfato abbaside di Baghdad ma, in realtà, Saladino agì - ma solo dopo la morte del suo signore zengide - con il chiaro intento di dar vita a un'esperienza del tutto indipendente dagli Abbasidi e dagli Zengidi eredi di Norandino. Inaugurò quindi al Cairo nella sua persona un Sultanato dinastico che finirà solo al momento dell'incruento avvento al potere dei soldati mamelucchi degli stessi Ayyubidi, chiamati per eccellenza Mamelucchi.
A reggere amministrativamente l'Egitto nel breve periodo fatimide furono quindi:
- 1169: Shirkuh:
- 1169-1171: Saladino

Dopo quella data si dovrà invece parlare di periodo ayyubide dell'Egitto, i cui Sultani furono:
- 1171 - 1193 : al-Malik al-Nāṣir Ṣalāḥ al-Dīn Yūsuf (Saladino);
- 1193 - 1198 : al-Malik al-ʿAzīz ʿImād al-Dīn ʿUthmān;
- 1198 - 1200 : al-Malik al-Manṣūr Nāṣir al-Dīn;
- 1200 - 1218 : al-Malik al-ʿĀdil I Sayf al-Dīn (Safadino);
- 1218 - 1238 : al-Malik al-Kāmil I Nāṣir al-Dīn (Meledino);
- 1238 - 1240 : al-Malik al-ʿĀdil II Sayf al-Dīn;
- 1240 - 1249 : al-Malik al-Ṣāliḥ Najm al-Dīn Ayyūb;
- 1249 - 1250 (assassinato dopo due mesi): al-Malik al-Muʿaẓẓam Tūrānshāh (Turchemino));
- 1250 - (1252 nominalmente al-Malik al-Ashraf Muẓaffar al-Dīn Mūsā.